# Sulfonilurea

Tolazamida, una de las sulfonilureas.

Las sulfonilureas son medicamentos pertenecientes a la clase de antidiabéticos orales indicados en el tratamiento de la diabetes mellitus tipo 2, Actúan aumentando la liberación de insulina de las células beta del páncreas.

## Clasificación

### Primera generación

Gliclazida, una sulfonilurea de segunda generación.

- Acetohexamida
- Clorpropamida
- Tolbutamida
- Tolazamida

### Segunda generación
- Glipizida
- Gliclazida
- Glibenclamida (gliburida)
- Gliquidona
- Glimepirida

## Estructura

Recuadro rojo muestra el núcleo básico de toda sulfonilurea.

Las sulfonilureas contienen un núcleo central compuesto por una S-fenilsulfonilurea con una p-sustitución en el anillo fenol y varios grupos laterales posibles que acaban sobre el grupo urea del extremo N'.

## Farmacología
Las diferentes sulfonilureas tienen farmacocinéticas propias, la elección depende en lo propenso que esté el paciente de desarrollar una hipoglucemia, puesto que las sulfonilureas de acción extendida que producen metabolitos activos tienden a inducir hipoglicemias. Sin embargo, son capaces de alcanzar un buen control de la glicemia cuando el paciente tolera el medicamento. Los agentes de acción rápida pueden no ser capaces de controlar adecuadamente los niveles de glucosa en sangre.
Debido a la variabilidad en la vida media, algunas sulfonilureas deben tomarse dos veces al día, como la tolbutamida, o tres veces al día, como la glimepirida, en vez de solo una vez al día. Los agentes de acción lenta pueden ser tomadas unos 30 minutos antes de la comida, con el fin de asegurar máxima eficacia para el momento en que la comida conlleve a incrementos en los niveles de glucosa sanguínea.

### Mecanismo de acción
Las sulfonilureas se unen a los canales de potasio dependientes de ATP sobre la membrana celular de las células beta pancreáticas. Ello inhibe el reflujo hiperpolarizante del ion potasio, causando que el potencial de membrana se vuelva más positivo. Esta despolarización abre los canales de calcio voltaje dependientes lo que incrementa la fusión de los gránulos transportadores de insulina con la membrana celular y, finalmente, un aumento en la secreción de la insulina.
Existen evidencias de que las sulfonilureas también sensibilizan a las células beta a la glucosa, que limitan la producción de glucosa en el hígado, que disminuyen la lipólisis, es decir, la degradación de grasas por los adipocitos y que disminuyen la depuración de insulina en el hígado.
Las sulfonilureas pueden también estimular la liberación de somatostatina y disminuir la secreción de glucagón por parte de las células alfa en los islotes de Langerhans.

### Interacciones medicamentosas

Glimepirida.

Algunas sulfonilureas son metabolizadas por las enzimas del citocromo P450 en el hígado, de modo que los medicamentos que inducen a estas enzimas pueden aumentar la depuración de las sulfonilureas, como es el caso del antibiótico rifampicina. Además, por razón de que las sulfonilureas se unen a proteínas del plasma sanguíneo, el uso de medicamentos que también se unan a estas proteínas puede liberar a las sulfonilureas de sus sitios de unión, causando un aumento en su depuración.

### Reacciones adversas
Cerca de un 4% de las sulfonilureas de primera generación producen reacciones desfavorables, los cuales son menos frecuentes con las de segunda generación. El efecto adverso más frecuente es hipoglucemia que puede producir coma, una urgencia neurológica, especialmente frecuente en pacientes con alteraciones en la función hepática o renal. 
La clorpropamida ha causado ictericia colestásica, hiponatremia dilucional y efectos secundarios causados por la ingesta concomitante de licor, como náuseas, vómitos, anemia aplásica, neutropenia, exantemas cutáneas y trombocitopenia. La tolbutamina incrementa el riesgo de muerte de origen cardiovascular en ciertos pacientes de riesgo.

### Contraindicaciones
No se deben administrar sulfonilureas a pacientes embarazadas, durante la lactancia, en la diabetes mellitus tipo 1, en niños, pacientes con cetoacidosis diabética, coma hiperosmolar no cetósico, enfermedades intercurentes como el infarto agudo de miocardio o una ECV, ni en pacientes con insuficiencia hepática y renal avanzados.

## Indicaciones
Las sulfonilureas se usan casi exclusivamente en la diabetes mellitus tipo 2. Las sulfonilureas no son efectivas donde exista una deficiencia absoluta en la producción de insulina, como es el caso de la diabetes mellitus tipo 1 o en una pospancreatectomía. 
Aunque durante muchos años las sulfonilureas eran las drogas de elección en pacientes díabéticos tipo 2, en los años 1990 se descubrió que las personas con obesidad y diabetes mellitus tipo 2 se benefician más con la metformina.

### Combinación con otros fármacos
La Sulfonilurea se puede combinar con metformina y/o Sitagliptina cuando el fármaco junto a la dieta y el ejercicio no proporcionen un control glucémico adecuado.